# Cremeomycin
Cremeomycin ist ein bakterieller Naturstoff, der eine Diazogruppe aufweist.

## Vorkommen
Cremeomycin wird von Streptomyces cremeus (Gattung Streptomyces) gebildet. Es wurde schon 1967 zum ersten Mal isoliert, die Struktur jedoch erst 28 Jahre später aufgeklärt. Die Biosynthese von Cremeomycion wurde ausführlich untersucht. Der verantwortliche Gencluster mit 18 Kilobasenpaaren wurde identifiziert. Ein frühes Intermediat ist 3-Amino-4-hydroxybenzoesäure, eine Verbindung, die aus Dihydroxyacetonphosphat und L-Aspartat-β-semialdehyd gebildet wird und in diversen Biosynthesewegen vorkommt. Diese Verbindung wird in Position 2 hydroxyliert, in Position 4 methyliert und die Aminogruppe diazotiert, vermutlich in dieser Reihenfolge. Als Methylgruppenüberträger fungiert S-Adenosylmethionin. Das konkrete Enzym, das die Diazogruppe aufbaut, wurde ebenfalls identifiziert, dieses benötigt Adenosintriphosphat und Nitrit.

## Herstellung
Cremeomycin kann ausgehend von 2-Hydroxy-4-methoxybenzoesäuremethylester hergestellt werden. Dieser wird mit Salpetersäure und Acetanhydrid nitriert, wodurch zwei isomere Produkte erhalten werden. Die 3-Nitroverbindung wird weiter verwendet und der Ester mit Lithiumhydroxid zur Carbonsäure hydrolysiert. Die Nitrogruppe wird unter Palladiumkatalyse mit Wasserstoff zur Aminogruppe reduziert und anschließend mit Natriumnitrit diazotiert.

## Eigenschaften
Cremeomycin ist ein leuchtend gelber Feststoff, der in polareren Lösungsmitteln von Dichlormethan bis hin zu Wasser löslich ist, nicht jedoch in Hexan. Die Verbindung ist wenig stabil, kann jedoch lichtgeschützt bei niedrigen Temperaturen mehrere Wochen lang aufbewahrt werden. Cremeomycin zeigt cytotoxische und antibakterielle Wirkung.